# Lycosa falconensis
Lycosa falconensis este o specie de păianjeni din genul Lycosa, familia Lycosidae, descrisă de Schenkel, 1953.
Este endemică în Venezuela. Conform Catalogue of Life specia Lycosa falconensis nu are subspecii cunoscute.